# 自由党 (韓国)
自由党（じゆうとう）は、第一共和国時代の韓国に存在した政党である。李承晩大統領の与党として、1952年に行われる大統領選挙を戦うために1951年12月に結成された。

## 概要
朝鮮戦争直前に行なわれた1950年5月の第2代総選挙で反李承晩の姿勢を明確にした中間派と南北協商派が国会の多数議席を占めたことで、現行の国会議員による間接選挙での再選が危うくなった李承晩は、自身を支持する政党を結成した上で、選挙制度を間接選挙から国民の直接選挙制に改正する必要性に迫られた。そして、李承晩は1951年8月15日の光復節祝辞を通じて政党を組織するという立場を明らかにして、8月25日に新党組職に関する談話文を発表した。8月31日に、駐華大使であった李範奭が帰国して、李承晩は李範奭に自由党創党を任せた。この事を受けて李範奭は、自身の盤石な支持組織である朝鮮民族青年団の基盤を利用して、最も組職が大きい 5つの社会団体（大韓国民会、大韓青年団、大韓独立促成全国労働総同盟、農民組合総連盟、大韓婦人会）を自由党傘下機関団体として編入させた。
こうして1951年12月17日、李範奭を中心にした自由党（院外自由党）が誕生した。しかし、憲法改正を巡って院外勢力と院内勢力が対立、同年12月23日に少壮派議員達が中心になったもう一つの自由党（院内自由党）が誕生した。1952年に行われた地方議会議員選挙に立候補・当選した自由党員の多くは院外自由党であった。憲法改正を巡る問題で李承晩と袂を分かつことになった院内自由党の勢力は、「合同派」（院外自由党への合流を希望）と「残留派」に分裂、合同派は院外自由党に吸収され、1952年7月4日の抜粋改憲案可決後、「自由党」に再編された。
そして残留派は野党の民主国民党と共に1955年に「民主党」を結成し、党内で新派勢力を形成した。第二共和国において国務総理を務めた張勉は新派のリーダ的存在であった。彼は李承晩政権初期に駐米大使や国務総理を務めるなど政府の一員として活動していたが、釜山政治波動をきっかけに李承晩大統領と袂を分かって後に民主党に入党した。
農村部を支持基盤とし、行政機構と一体化した「政府党」として絶大な権力を誇っていたが、1960年3月に行われた大統領選挙における行政ぐるみの不正選挙（3・15不正選挙）への抗議に端を発した四月革命による李承晩の退陣と国外亡命に伴い、事実上解党した。

## 党勢推移
| 年            | 代              | 候補者 | 当落 |
| ------------- | --------------- | ------ | ---- |
| 1952年8月5日  | 第2代大統領選挙 | 李承晩 | 当選 |
| 1956年5月15日 | 第3代大統領選挙 | 李承晩 | 当選 |
| 1960年3月15日 | 第4代大統領選挙 | 李承晩 | 当選 |

| 年月日        | 代          | 議席 | 得票率 |
| ------------- | ----------- | ---- | ------ |
| 1954年5月20日 | 第3代総選挙 | 114  | 36.8％ |
| 1958年5月2日  | 第4代総選挙 | 126  | 42.1％ |
| 1960年7月29日 | 第5代総選挙 | 2    | 2.7％  |